# (17853) Ronaldsayer
(17853) Ronaldsayer (1998 JK3) – planetoida z pasa głównego asteroid okrążająca Słońce w ciągu 5,51 lat w średniej odległości 3,12 j.a. Odkryta 1 maja 1998 roku.